# Кулак Полярної зорі
Кулак Полярної зорі (яп. 北斗の拳, хокуто но кен, букв. «Кулак Великої Ведмедиці») — японська манґа, написана Буронсоном і проілюстрована Тецуо Харою. Випускалася в щотижневому журналі Shonen Jump з 1983 по 1988 рік. Всього вийшло 27 томів, що включають 245 глав. Дія відбувається в постапокаліптичному світі, який був майже повністю зруйнований ядерною війною. Головний герой Кенсіро володіє смертоносним бойовим мистецтвом, відомим як «Хокуто Сінкен». За допомогою Сінкен можна поранити життєво важливі точки, прирікаючи противника на болісну смерть. Кенсіро мандрує по зруйнованому світу, виконуючи роль миротворця, і присвячує своє життя боротьбі проти тих, хто загрожує життю слабких і невинних, а також проти своїх суперників по бойовому мистецтву і «братів» з власного клану.
За сюжетом манґи японська анімаційна студія Toei Animation випустила аніме-серіал, який складався з 152 серій. Трансляцію вела телекомпанія Fuji Television. Також вийшло кілька фільмів, серій OVA і відеогра. А ще низка відгалужень історії, які розповідають про другорядних персонажів.
У 1995 році Тоні Рендел зняв кінофільм «Кулак Північної зорі» з Гері Деніелсом у ролі Кенсіро і Костасом Менділором у ролі Лорда Сіна.
У 2003—2004 роках вийшло трисерійне OVA «Кулак Полярної зорі: нова ера» (яп. 新・北斗の拳 Сін Хокуто но Кен).

## Сюжет
У 90-ті роки цивілізація була повністю зруйнована внаслідок ядерної війни, і багато істот вимерли. Проте, залишки людей зуміли вижити, і людство вступило в епоху, де сильні панують над слабкими. Йшла жорстка боротьба за отримання продовольства і води, оскільки багато озер, річок і лісів перетворилися на пустелі. Кенсіро, 64-й законний спадкоємець давнього бойового смертельного мистецтва Хокуто Сінкен, забрідає в село в пошуках води. У селі він потрапив у пастку і був заточений у в'язницю місцевими силами оборони. Там він знайомиться з дівчинкою на ім'я Лін, яка вирішила таємно допомогти йому втекти. Коли село зазнає нападу банди байкерів, Лін беруть у заручники. Кенсіро виривається на свободу і рятує дівчинку, перемігши лідера за допомогою бойової техніки Хокуто Сінкен. Кенсіро залишає село і продовжує свій шлях, його починає супроводжувати молодий злодій на ім'я Барт. Далі Кенсіро втягується в боротьбу проти організації КІНГ, ставши свідком багатьох звірств, які вони вчинили. Коли він проникає в лігво банди в місті Південний Хрест, він дізнається, що лідер КІНГ є давнім противником Кенсіро — майстром бойового мистецтва Нанто Сейкен на ім'я Сін. Саме він колись викрав наречену Кенсіро Юрію і залишив на його грудях 7 шрамів. У поєдинку з Сіном Кенсіро здобуває перемогу, але дізнається, що Юрія не з Сіном.
Кенсіро продовжує свій шлях мандрів і бореться з низкою інших ворожих організацій. Після возз'єднання з Лін і зустрічі з новими союзниками, такими як жінка-воїн Мамія і ще один майстер Нанто Рей, Кенсіро дізнається, що три його колишні «брати» по навчанню в бойовому мистецтву Хокуто Сінкен все ще живі. Третій брат, Ягі — жорстокий бандит, який, втративши право успадкувати Хокуто Сінкен, намагався знищити Кенсіро, але був негайно убитий. Кенсіро продовжує шукати другого брата на ім'я Токі, і дізнається, що він був заточений у в'язниці міста Кассандра. Після порятунку Токі, Кенсіро дізнається, що Рао — старший з чотирьох братів, став безжалісним полководцем, відомим як Кен-О і тепер прагне підкорити весь післявоєнний світ. Кенсіро вступає в жорстокий бій з Рао, але довгий виснажливий бій не закінчується, і два воїни змушені вирішити свої проблеми перемир'ям. Рей смертельно поранений в результаті попереднього бою з Рао і проводить останні дні свого життя, відстежуючи свого заклятого ворога Юду — наступника Нанто Кокаку Кен, який колись мучив Мамію. Після перемоги над Юдою, Рей продовжує повільно вмирати.
Поки Кенсіро не встиг повністю оговтатися від ран, інший воєначальник, Саузер, проголошує себе Святим Імператором. Кенсіро приєднується до руху опору під керівництвом старого благодійника, Сю, майстра Нанто Хакуро Кен. Але Сю був схоплений Саузером і страчений. Повний печалі і гніву, Кенсіро протистоїть Саузеру. У жорстокій сутичці на піраміді, Кенсіро здобуває перемогу. Токі знаходиться на межі смерті через променеву хворобу, і врешті-решт помирає, залишивши всю ношу миротворця Кенсіро, як єдиній людині, здатній зупинити Рао.
Якийсь останній генерал Нанто вирішує примкнути до Кенсіро, щоб перемогти Рао, посилаючи йому п'ять охоронців, пізніше з'ясувалось, що справжнє ім'я генерала Нанто — Юрія, наречена Кенсіро, яка колись зникла. Після численних подій і битв, Кенсіро перемагає Рао, і нарешті возз'єднується з Юрією. Проте перемога дорого обійшлася, Юрія отримала велику дозу радіації і захворіла променевою хворобою, тому їй залишилося жити зовсім недовго. Рао, відчуваючи до неї любов, як і Кенсіро, за допомогою Сінкен лікує одну з точок тіла Юрії і збільшує її термін життя на кілька років, після чинить самогубство. Кенсіро залишає своїх друзів і проводить разом з Юрією останні кілька років її життя.
Недовгий мир і спокій, що прийшов з поваленням Рао закінчується через кілька років. Кенсіро перериває свої поневіряння по світу з новими попутниками Бартом і Лін. Головні герої ведуть боротьбу проти злої імперії, борючись з армією під прапором Хокуто. Армія Хокуто звільнила законну імператрицю Руї, сестру-близнюка Лін. Вона зірвала плани таємного загарбника Яко, який шантажував опікуна Руї — Фалько, майстра мистецтва Гент на брудні торги. Проте, Лін взята в полон, залишки військ Яко вирушили в таємниче Королівство Асурів, де мешкають троє повелителів, родом з того ж клану, що і Кенсіро, які опанували бойову техніку Хокуто Рюкен. Кенсіро перемагає Хана, третього повелителя, і дізнається від нього, що Царство Асурів — батьківщина Кенсіро. Крім того, Кенсіро також дізнається, що Хьо — другий король, є його біологічним старшим братом. Після виснажливого бою Хьо і Кенсіро вирішують свої розбіжності перемир'ям, і Кенсіро шукає першого, наймогутнішого з трьох володарів — Кайо, старшого брата Рао. Фінальна битва закінчується перемогою Кенсіро над Кайо, після чого Хьо і Кайо вмирають. Кенсіро рятує Лін і залишає її під наглядом Барта. Після цього він вирушає в далекі мандри з осиротілим сином Рао — Рю. Він також розправився з давнім ворогом, який погрожував Барту і Лін.

## Створення

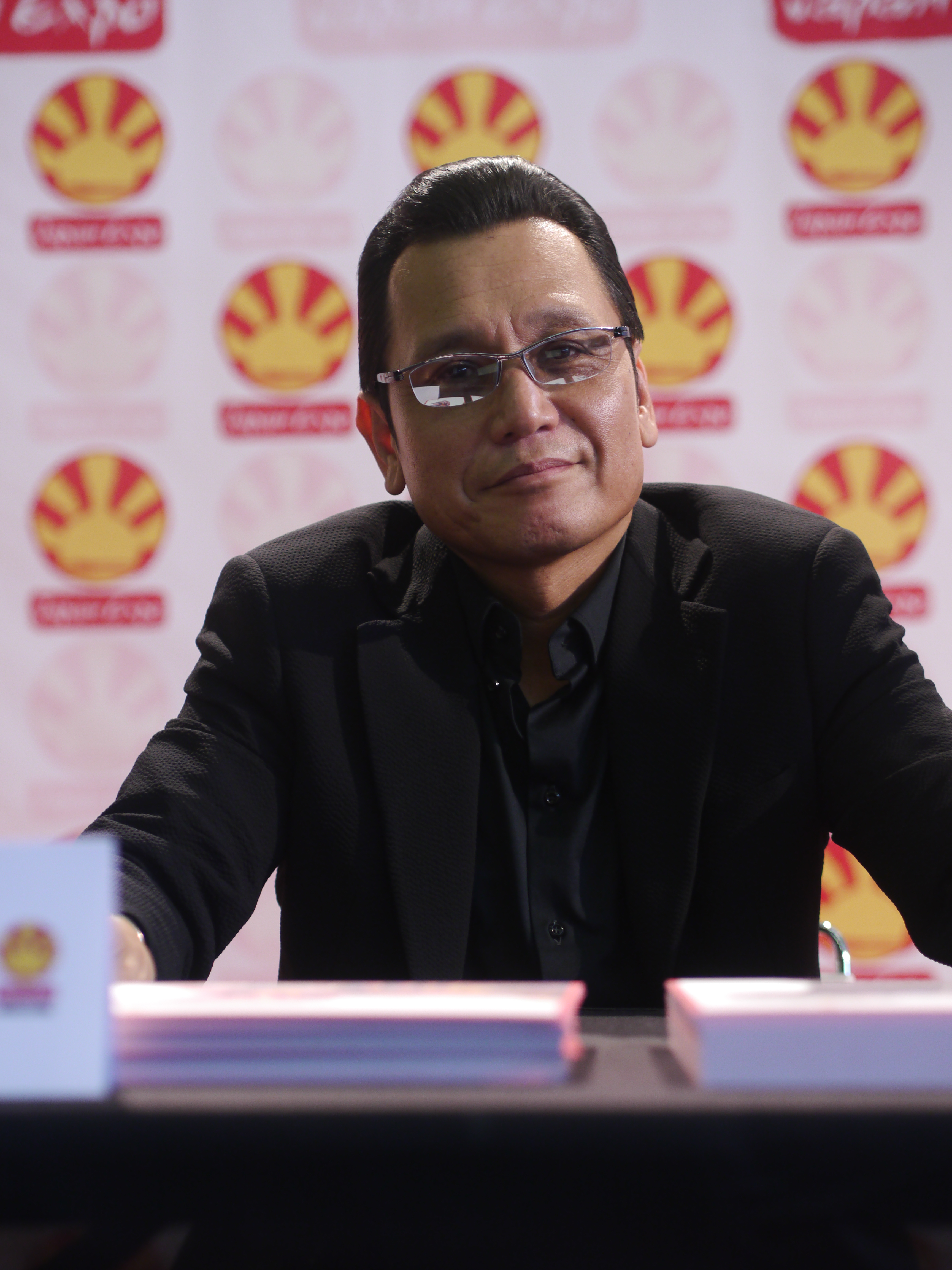
Тецуо Хара, ілюстратор манґи

Тецуо Хара заявив, що давно хотів створити манґу з ухилом на бойові мистецтва, причому саме на тому, що спеціалізується на поразці життєво важливих точок. Сам манґака дуже захоплювався бойовими мистецтвами, особливо джіу-джитсу. Так манґака спробував створити свою першу манґу — Iron Don Quixote, проте коли були створені перші глави манґи, економічний ринок перебував у поганому стані, тому манґа не отримала ніякої популярності і була приречена на провал. Публікація була згорнута після випуску 10 глав.
Але в квітні 1983 року в журналі Shonen Jump знову була коротка історія пілотної версії Хокуто но Кен. Дані глави швидко набули популярності серед читачів. Після чого в тому ж році вийшло продовження під назвою Хокуто но Кен 2. Пізніше дані ваншоти були зібрані в том під назвою Tetsu no Don Quixote. Читачам дуже сподобалися дані історії і видання запропонувало Тецуо почати постійний випуск глав, а Буронсон, японський письменник запропонував допомагати Тецуо розвивати історію. Так манґака вирішив заново переписати історію, зробивши її якіснішою і докладнішою, а сетинґ 80-х років з Iron Don Quixote замінити на постапокаліптичний, де головний герой Кенсіро з молодого хлопця-школяра з трагічним минулим перетворився на дорослого «мачо»-блукача. Прототипом головного героя, за словами Тецуо, послужив Брюс Лі.[джерело не вказане 2093 дні] Спочатку манґу збиралися випускати 3 роки, але в зв'язку з великою популярністю цей термін продовжили до 5-ти років.

## Манґа
Вихід манґи Hokuto no Ken почався в Японії в щотижневому журналі Weekly Shōnen Jump 13 вересня 1983 року і закінчився в 1988 році, коли вийшло 245 глав. Манґа була зібрана в танкобони, які видавала Shueisha, всього вийшло 27 томів. У 90-ті роки, Shueisha перевидала манґу у вигляді 15 томів. Наступне перевидання довелося на 2006 рік, коли Shogakukan видав 14 томів, що включають також кольорові сторінки, які з'являлися в журналах Weekly Shōnen Jump. Крім цього, манґа публікувалася у вигляді 27 електронних видань.
На честь 30-річчя від дня випуску першого розділу манґи, Tokuma Shoten перевидав Hokuto no Ken у вигляді 18 томів, кожен з яких виходив 2 рази в місяць з 30 вересня 2013 року по 20 липня 2014 року. Дане видання — Extreme Edition, включало нові арти автора манґи Тецуо Хара і всі кольорові зображення, що з'являлися у Weekly Shōnen Jump. 11 том включав нових персонажів, манґа про які публікувалися в журналі Monthly Comic Zenon від 2014 року під назвою Hokuto no Ken: Last Piece, сюжет манґи охоплює відрізок часу до того, як Рао був переможений і Кенсіро об'єднується з підрослими Батом і Рін. Сюжет обертається навколо колишнього бойового коня Рао — Каку, який втратив ліве око. Манґа також представляє нового персонажа на ім'я Сьодза, сина Дзюдзо.
Манґа була ліцензована американською компанією Viz Communications і була опублікована у вигляді 16 томів під назвою Fist of the North Star в 1989 році. Незабаром Viz почала щомісячний випуск глав манґи, який тривав до 1997 року.

### Приквел
У 2001 році, Тецуо Охара почав працювати над приквелом під назвою Fist of the Blue Sky (яп. 蒼天の拳, со:сен но кен), який випускався в журналі Weekly Comic Bunch до 2010 року. Дія манґи відбувається під час Японсько-китайської війни в 30-х роках 20-го століття, в мафіозному Китаї. Головним героєм цієї манґи є дядько Кенсіро, 62-й спадкоємець, Кенсіро Касуми. Манґа була ліцензована в США компанією Gutsoon! Entertainment, яка встигла опублікувати перших 4 томи до того, як закрилася.

### Манґа за мотивамиFist of the North Star

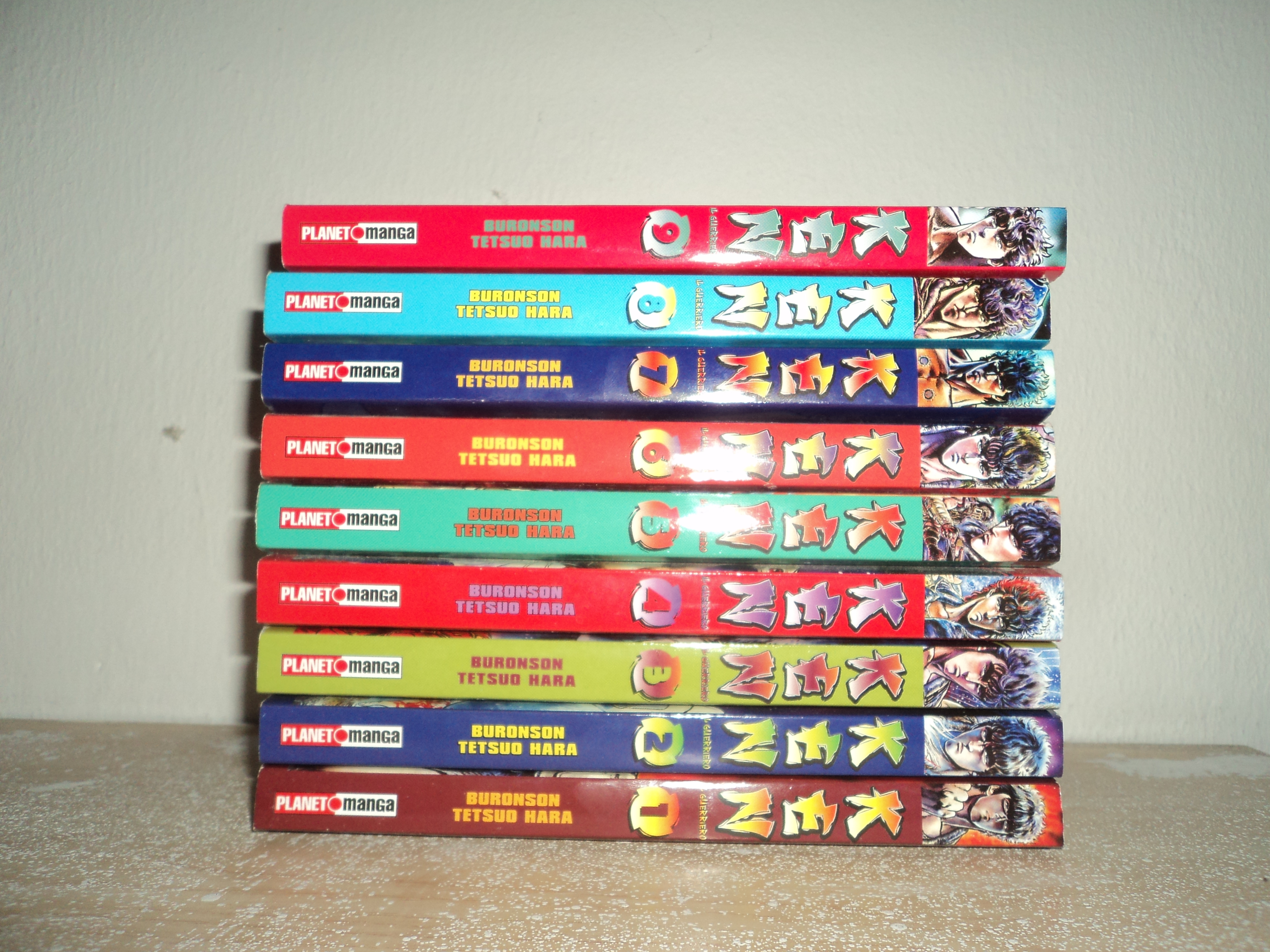
Тома манґи Hokuto no Ken

Серія спін-оффів за мотивами Hokuto no Ken почала публікуватися в журналах Weekly Comic Bunch і Big Comics Superior, і являє собою ряд незалежних історій, об'єднаних умовно під назвою серії Hokuto Gaiden. Кожна історія розповідає про другорядних персонажів, що зустрічаються в оригінальній манзі.
- Legends of the Dark Kings (яп. 天の覇王 北斗の拳 ラオウ外伝, тен но хао: хокуто но кен рао: гайден) Юко Осади, публікація в журналі Comics Bunch, манґа присвячена персонажам Рейна і Сога. Складається з 42 глав (4 томів),[15] у 2008 році за мотивами цієї манґи було знято аніме з 13 серій.[16]
- Fist of the North Star Yuria's Story: The Merciful Mother Star (яп. 北斗の拳 ユリア外伝 慈母の星, хокуто но кен юріа гайден дзібо но хосі) Аюмі Касаї, публікація в журналі Big Comics Superior з березня по квітень 2006 року. Складається з одного тому.[17]
- Sokoku no Garo (яп. 蒼黒の餓狼 -北斗の拳 レイ外伝-, со:коку но га:ро хокуто но кен рей гайден) Ясуюкі Неко, публікація в березні-грудні в журналі Comic Bunch.[18]
- Shirogane no Seija (яп. :銀の聖者 北斗の拳 トキ外伝, 銀の聖者 北斗の拳 トキ外伝, сирогане но сейдзя хокуто но кен токі гайден) Юкі Нагате, публікація з серпня 2007 року в журналі Comic Bunch.[19]
- Gokuaku no Hana (яп. 極悪ノ華 北斗の拳 ジャギ外伝) Сін'їті Хіромото, публікація з 2008 року в Comic Bunch.
- Hoko no Kumo (яп. 彷徨の雲 北斗の拳ジュウザ外伝) Какурай Міссіл, публікація з лютого 2010 року в Comic Bunch.

## Аніме
За мотивами манґи, студією Toei Animation був знятий аніме-серіал, який транслювався по телеканалу Fuji Television з 11 жовтня 1984 року по 5 березня 1987 року, всього вийшло 109 серій аніме. Незабаром свій випуск початок продовження аніме — Hokuto no Ken 2, чиї серії випускалися з 13 березня 1987 року по 18 лютого 1988 року і включає в себе 43 серії.
Серії аніме ніколи не виходили в Японії на VHS касетах, хоча компанія Toei Video скоротила серії до трьох годинних повнометражних мультфільмів, присвячених першій, другій і четвертій арках манґи. 24 липня 2002 року, компанія Universal Music випустила DVD -колекцію, що включає в себе всі 152 серії, розподілені по 26 дисків. Пізніше диски випускалися окремо з 21 травня 2003 року по 21 січня 2004 року. 2005 року також вийшло спеціальне видання з трьох дисків best of, що включає в себе 7 ключових епізодів з серіалу. 28 березня 2008 року, компанія Avex в честь 25-ти річчя манґи, випустила нову DVD-колекцію, що містить 25 дисків з усіма 152 серіями у високій якості. Крім цього 2 диска включали в себе бонусні матеріали, включаючи повнометражні мультфільми.
Перші 36 серій аніме були дубльовані англійською мовою компанією Manga Entertainment в 1999 році, які транслювалися по американському телеканалу Showtime Beyond і британському каналу Syfy. Перші 24 серій вийшли на VHS касетах. Пізніше, в 2003 році, серії вийшли на DVD. 2008 року, японська компанія Toei Animation офіційно перезапустила весь серіал з англійськими субтитрами, який був доступний на платних сайтах тільки для північноамериканських користувачів. 2 жовтня 2009 року, права на поширення серіалу придбала компанія Discotek Media і в цьому ж році випустила колекційні видання, останні з яких вийшли 2011 року.
У 2009 році, компанія William Winckler утиснула серіал в 6 повнометражних мультфільму, яка випустила з англійським дубльованим перекладом. Кожен фільм зав'язаний на сюжеті навколо окремих персонажів; Сіна, Рей, Токі, Заузера, Рао і Кайо. Хоча дані фільми офіційно не випускалися в США або Європі, вони були доступні на японських трансляційних сайтах з 2012 року.

### Фільми та OVA
Перший повнометражний фільм, створений на основі аніме-серіалу під назвою Fist of the North Star випустила компанія Toei Animation. Його прем'єра відбулася 8 березня 1986 року. Над мультфільмом працювала та ж команда, що і над аніме-серіалом і показує часовий відрізок до того, як Кенсіро вплутався в перший бій з Рао. При цьому в мультфільмі допущені деякі вільності і відхід від сюжету оригінальної манґи. 1991 року фільм з англійським дубляжем вийшов у США завдяки дистриб'ютору — компанії Streamline Pictures і в Британії з Австралією в 1994 році  — компанії Manga Entertainment.
У 2003 році, студією OB Planning вийшли 3 мінісерії під назвою New Fist of the North Star за мотивами новели Jubaku no Machi 1996 року. Англійську версію  випустила 2004 року компанія ADV Films.
У 2005 році компанії North Stars Pictures і TMS Entertainment оголосили про роботу над 5 повнометражними мультфільмами під назвою Fist of the North Star: The Legends of the True Savior. Фільми були створені за мотивами трьох театральних постановок і двох OVA-серій, що випускалися між 2006 і 2008 роками і приурочених до 25 річниці манґи.

## Новели
Перша новела під назвою Shōsetsu Hokuto no Ken: Jubaku no Machi авторства Буронсон і Тецуо Хари випустила в Японії Jump Novel 13 грудня 1996 року. Новела стала основою для сюжету трёx OVA-серій New Fist of the North Star. Інша новела авторства Ейіті Сакакі під назвою Legend of Raoh: Chapter of Love in Death, публікувалася виданням Tokuma Novels 10 березня 2006 року.
Крім цього, дві невеликі новели під назвою Raoh Gaiden, новеллізація манґи і Kenshiro Gaiden — оригінальна новела від Дзётаро Хігасі, публікувалися у вигляді мобільної літератури.

## Фільм
У 1995 році за мотивами манґи, в США вийшов повнометражний фільм, режисером якого виступив Тоні Рендел, над сценарієм працювали Пітер Еткінс і Вайн МакКафін. Кенсіро, головного героя грав актор Гері Деніелс, сина грав Костас Менділор, Юрію, японська актриса Ісаков Васіо, Рюкена — Макдауелл Малкольм, Джекала грав Кріс Пенн. Також у фільмі у вигляді камео з'являвся професійні рестлери Біг Ван Вейдер, як «Голіаф» і Кевін Арбут, як «Рао» (персонаж не пов'язаний з Рао з оригінальної манґи). Фільм вийшов відразу на касетах в США і Японії. У Японському дубляжі використовувалися голоси акторів з оригінального аніме-серіалу. При цьому сам фільм отримав змішані відгуки як від критиків, так і від фанатів. Наприклад Дейв Фостер з журналу DVD Times, назвав фільм вкрай слабкою адаптацією, де навіть бойові техніки виглядають награно і нікчемно в порівнянні з аніме і манґою.

## Відеоігри

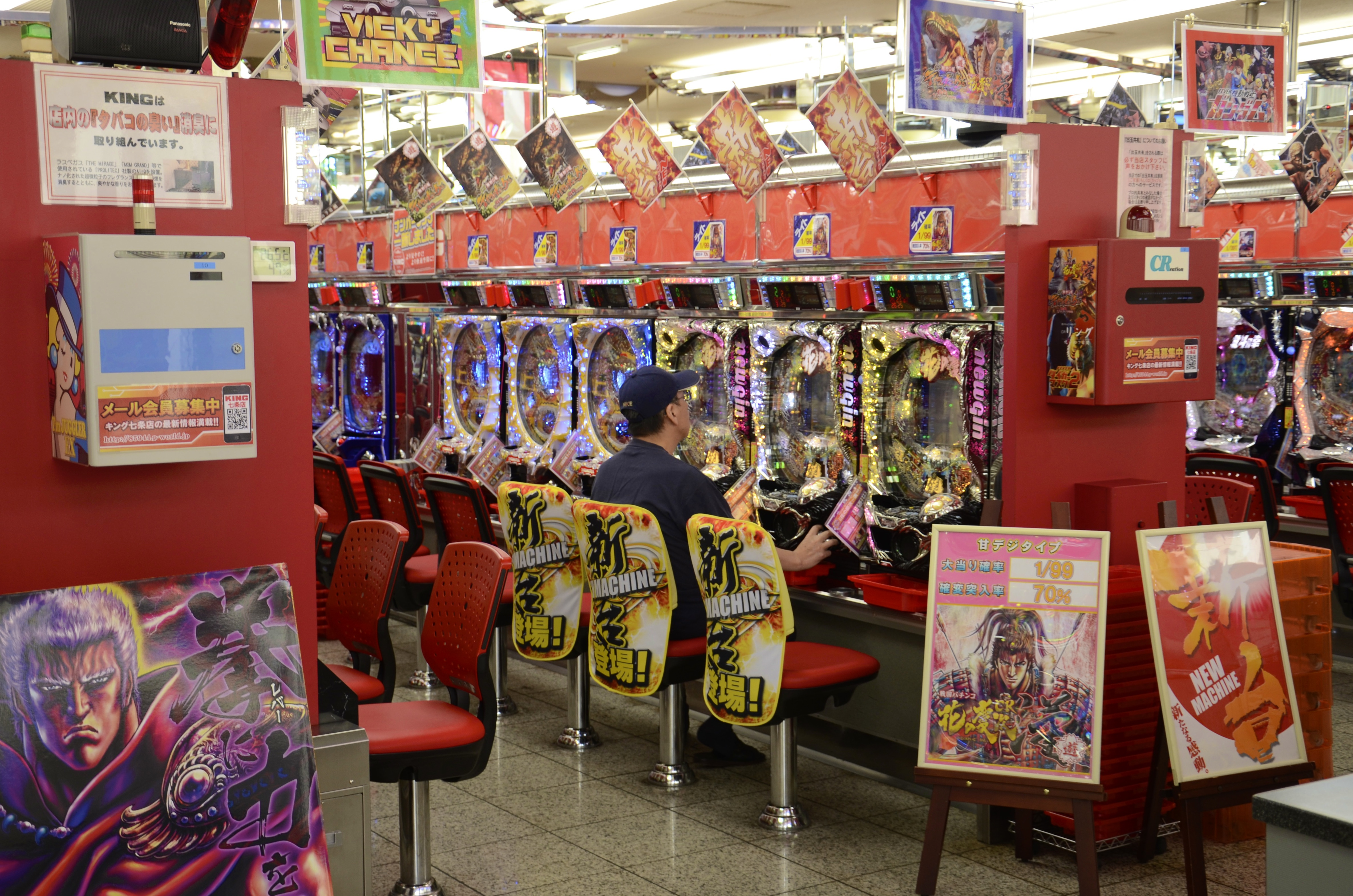
Тематичні пачінко Hokuto no Ken

За мотивами манґи вийшла низка відеоігор. Першу з них випустила компанія Enix під назвою Hokuto no Ken для PC-88. Також ігри за мотивами манґи випускалися компаніями Sega для Mark III і Mega Drive, компанією Toei Animation для Famicom, Game Boy і Super Famicom. Ці ігри являють собою сайд-скролери, рольові, екшен ігри, а також ігри-файтинг. У 80-х роках за мотивами манґи вийшло 7 ігор, в 90-х роках — 5 ігор, в 00-х — 8 ігор і в 10-х — 3 гри.
Ігри від Sega, для уникнення проблем з авторськими правами, видавалися під назвами Black Belt і Last Battle, в той час, як гри від Toei — Fist of the North Star для NES і Fist of the North Star: 10 Big Brawls for the King of Universe для Game Boy, були ліцензовані для продажу на території США. Низка інших ігор за мотивами манґи вийшла для платформ Sega Saturn, PlayStation, Arcade, PlayStation 2 і Nintendo DS. 2000 року, Konami випустила гру, засновану на франшизі під назвою Fighting Mania. Іншу аркадну гру Fist of the North Star випустили компанії Sega і Arc System Works в 2005 році. Обидві гри також продавалися за межами Японії, хоча їх порти на PlayStation 2 вийшли тільки в Японії.
Компанія Tecmo Koei випустила гру Dynasty Warriors, чий сюжет зав'язаний на першій половині оригінальної манґи. В Японії гра вийшла 25 березня 2010 року, 2 листопада 2010 року в США і Європі 5 листопада 2010 року. Її сиквел — Fist of the North Star: Ken's Rage 2, що охоплює другу частину оригінальної манґи, вийшов 20 грудня 2012 року в Японії і 5 лютого 2013 року в США. 27 серпня 2017 року, Sega оголосила про майбутній вихід нової гри під назвою Hokuto ga Gotoku, яка повинна буде вийти в 2018 році для приставки PlayStation 4, гра буде частиною серії Yakuza і мати схожу механіку геймплея.
Крім відеоігор, по мотиву манґи випускалися масові багатокористувацькі рольові онлайн-ігри і ряд азартних тематичних ігрових автоматів в Японії — пачинко і слот-машин від компанії Sega Sammy Holdings.

## Популярність
Манґа Fist of the North Star була одним з найпродаваніших творів журналу Weekly Shōnen Jump в 80-ті роки. За даними на 2007 рік дана манґа посідає сьоме місце в списку найпродаванішої манґи Shōnen Jump в Японії за весь час. Згідно з опитуванням, проведеним в 2007 році міністерством культури Японії, займає 23-е місце серед кращої манґи всіх часів. За результатами голосування японського телеканалу TV Asahi в 2005 році, аніме-серіал Fist of the North Star зайняв 26 місце в списку 100 найпопулярніших аніме-серіалів. Однак за результатами опитування в 2006 році серіал спустився на 89 місце.
У 2010 році народився інтернет-мем під назвою You Are Already Dead/Omae Wa Mou Shindeiru (яп. お前はもう死んでいる, Омае Ва Моː Шіндеіру, Ти вже мертвий) いる яку Кенсіро вимовляє кожен раз перед тим, як противника раптово розриває зсередини після застосування техніки Кеіраку Хіко. Суть мема полягає в тому, щоб застати напарника / противника зненацька фразою, після чого відео супроводжується «ріжучим вухо» писком. 2017 року інтерес до мему різко зріс.

### Рецензії
Манґа свого часу отримала переважно позитивними відгуки, наприклад критик видання Тохо зауважив сильний вплив на сюжет таких відомих фільмів, як Шалений Макс, зокрема його головний герой Макс (Мел Гібсон), а також фільм Поля смерті. Кенсіро, головний герой манґи, явно є укрупненої версією тоді популярного актора Джета Лі, а фігура персонажів явно створювалася під впливом творчості американського художника-фантаста Френка Фразетти. Крім цього, сюжет манґи хвалили за його різноманітність локацій, яких, навпаки, бракує в багатьох аніме того часу.
Нітта Гаро з журналу Ракка назвав манґу міцним бойовиком класу Б, його легко зрозуміти. Хоча головний герой і виглядає неприродно великим і перекаченним, це не дає гарантії його всесильність, сюжет нагороджує читача незвичайними поворотами. Головна особливість даної манґи — її сюжет, захопливий. Сама манґа завдяки своїй популярності значно зробила на політику редакційного журналу Shonen Jump і змусила підвищити планку якості на іншу манґу. Осака з журналу Санкей Симбун зазначив, що показане насильство в манзі допоможе читачеві краще зрозуміти реальність; адже суспільство, яке виживає буквально в руїнах і просочене насильством існує в багатьох куточках світу, зокрема сюжет Кулака Полярної Зірки може в реальність повторюватися в Сомалі з їх пануючою анархією, або в Південній Африці, Йоганнесбурзі.
Пізніші огляди західних критиків, зроблені в рамках ретроперспективи мають набагато стриманішу думку, наприклад критик сайту T.H.E.M зазначив, що сучасному глядачеві буде складно сприймати дане твору; «Брутальні мужики» і похмурі лиходії, що з'являються нізвідки і клешірованно вбивають невинних мирних жителів. Хоча автор прагне зобразити персонажів серйозними і драматичними, це все стає значущим через велику кількість абсурдного сюжету і особливо боїв. На думку критика персонажі страждають сильною диспропорцією тіл, які є ознакою непрофесійності їх дизайнера. Бен Сілліс з Den of Geek також зазначив зайвою мускулистість персонажів, іронічно додавши, що для досягнення такої маси їм «довелося б безперервно харчуватися білковою їжею, якої так бракує в постапокаліптичному світі». При цьому на думку критика, Кенсіро хоч і хороший хлопець, але не цікавий, як персонаж, який завжди виявляється сильнішим за своїх ворогів і одним пальцем здатний підірвати їх голови.